# Calhoun (Kentucky)
Calhoun és una població dels Estats Units a l'estat de Kentucky. Segons el cens del 2000 tenia 836 habitants.

## Demografia
Segons el cens del 2000, Calhoun tenia 836 habitants, 357 habitatges, i 210 famílies. La densitat de població era de 474,7 habitants/km².
Dels 357 habitatges en un 24,4% hi vivien nens de menys de 18 anys, en un 45,1% hi vivien parelles casades, en un 11,2% dones solteres, i en un 40,9% no eren unitats familiars. En el 38,1% dels habitatges hi vivien persones soles el 18,5% de les quals corresponia a persones de 65 anys o més que vivien soles. El nombre mitjà de persones vivint en cada habitatge era de 2,11 i el nombre mitjà de persones que vivien en cada família era de 2,77.
Per edats la població es repartia de la següent manera: un 18,8% tenia menys de 18 anys, un 6,8% entre 18 i 24, un 23,4% entre 25 i 44, un 22% de 45 a 60 i un 28,9% 65 anys o més.
L'edat mediana era de 46 anys. Per cada 100 dones de 18 o més anys hi havia 68,9 homes.
La renda mediana per habitatge era de 23.438 $ i la renda mediana per família de 32.386 $. Els homes tenien una renda mediana de 31.500 $ mentre que les dones 16.719 $. La renda per capita de la població era de 22.520 $. Entorn de l'11,8% de les famílies i el 19,1% de la població estaven per davall del llindar de pobresa.

## Poblacions més properes
El següent diagrama mostra les poblacions més properes.